# Chingansk
Chingansk (russisch Хинга́нск) ist eine Siedlung städtischen Typs in der Jüdischen Autonomen Oblast (Russland) mit 1459 Einwohnern (Stand 14. Oktober 2010).

## Geographie
Die Siedlung liegt im Kleinen Hinggan-Gebirge vorwiegend am linken Quellfluss des Amur-Nebenflusses Chingan, dem Linken Chingan (Lewy Chingan). In der Umgebung des Ortes erhebt sich das in den Gipfellagen bewaldete Mittelgebirge bis auf eine Höhe von etwa 800 m. Der Hauptkamm des Gebirges, der dort die Wasserscheide zwischen den Amurnebenflüssen Chingan und Bira darstellt, verläuft östlich der Siedlung, die Grenze zur Region Chabarowsk auf einem anderen Kamm wenig nordwestlich.
Chingansk liegt etwa 130 km Luftlinie westnordwestlich der Republikhauptstadt Birobidschan. Die Siedlung gehört zum Rajon Oblutschje und ist von dessen Verwaltungszentrum Oblutschje gut 15 km in nordöstlicher Richtung entfernt. Zur Stadtgemeinde (gorodskoje posselenije) Chingansk gehört auch das Dorf Solowjowka.

## Geschichte
Der Ort entstand im Zusammenhang mit der Entdeckung eines Zinnerzvorkommens 1944. Bis 1948 wurde ein Bergwerk errichtet; im gleichen Jahr erhielt der Ort den Status einer Siedlung städtischen Typs.

### Bevölkerungsentwicklung
| Jahr | Einwohner |
| ---- | --------- |
| 1959 | 4364      |
| 1970 | 3417      |
| 1979 | 2852      |
| 1989 | 3157      |
| 2002 | 2161      |
| 2010 | 1459      |

Anmerkung: Volkszählungsdaten

## Wirtschaft und Infrastruktur
Ortsbildendes Unternehmen war das Zinnbergwerk Chinganolowo (‚Chingan-Zinn‘) mit Anreicherungsfabrik. Das Kassiterit-Erz wurde anfangs im Tagebau gefördert, bald auch unter Tage, ab 1964 ausschließlich unter Tage bis zu einer Tiefe von 600 m. 2005/2006 wurde das Werk nach der Privatisierung 1999 und dem allmählichen Herunterfahren der Produktion auf Grund von Unrentabilität jedoch endgültig geschlossen, ein Teil der Ausrüstung als Schrott verkauft. In der Siedlung hofft man für die Zukunft auf den Bau einer seismologischen Station, den Abbau von Baustoffen aus den Abraumhalden des Bergwerks und eine Umgestaltung des Ortes zu einer Wohnsiedlung für im Rajonzentrum Oblutschje Beschäftigte, wo Wohnraum relativ knapp ist.
Chingansk ist mit dem Rajonzentrum Oblutschje über eine durch das Tal des Chingan-Flusses verlaufende 20 km lange Straße verbunden. Dort besteht Anschluss an die Transsibirische Eisenbahn und die Fernstraße M 58 Amur von Tschita nach Chabarowsk, Teil der transkontinentalen Straßenverbindung.